# Pestalotiopsis macrospora
Pestalotiopsis macrospora är en svampart som först beskrevs av Vincenzo de Cesati, och fick sitt nu gällande namn av Steyaert 1949. Pestalotiopsis macrospora ingår i släktet Pestalotiopsis och familjen Amphisphaeriaceae.   Inga underarter finns listade i Catalogue of Life.